# 納德尼斯特良西克
48°38′40″N 27°25′25″E / 48.64444°N 27.42361°E
納德尼斯特良西克（烏克蘭語：Наддністрянське），是烏克蘭的村落，位於該國西南部文尼察州，由莫希利夫-波季利斯基區負責管轄，面積3.3平方公里，海拔高度231米，2001年人口899。